# Begonia setifolia
Espèce
Synonymes
- Begonia tsaii Irmsch.[2]

Begonia setifolia est une espèce de plantes de la famille des Begoniaceae.
L'espèce fait partie de la section Diploclinium.
Elle a été décrite en 1939 par Edgar Irmscher (1887-1968).

## Répartition géographique
Cette espèce est originaire du pays suivant : Chine.